# Pedilochilus papuanus
Pedilochilus papuanus är en orkidéart som beskrevs av Rudolf Schlechter. Pedilochilus papuanus ingår i släktet Pedilochilus och familjen orkidéer.
Artens utbredningsområde är Papua Nya Guinea. Inga underarter finns listade i Catalogue of Life.